# Patrick Reiter
Patrick Reiter, (* 17. srpen 1972 Schwarzach, Rakousko) je bývalý reprezentant Rakouska v judu.

## Sportovní kariéra
S přechodem mezi seniory prodělal vážné zranění kotníku, se kterým se dokázal vypořádat. Pravidelně sbíral medaile v Evropě i ve světě a byl hlavním favoritem na jednu medailí na olympijských hrách v Atlantě v roce 1996. V prvním kole narazil na Uzbeka Šmakova, který ho senzačně vyřadil ve druhé minutě zápasu technikou o-soto-gari. Uzbek se do čtvrtfinále nepodíval a tím pro něho padla možnost oprav.
V roce 1998 se změnily váhové limity a prakticky celou sezonu vynechal.
V roce 2000 startoval na olympijských hrách v Sydney, ale podobně jako před čtyřmi roky mu nebyl přán úspěch. Prohrál v prvním kole s Němcem Wannerem na body (juko). Tento neúspěch a především špatná komunikace s Rakouským judistickým svazem ho přiměla v roce 2001 přerušit sportovní kariéru. Měl v úmyslu doléčit zranění, ale nakonec se vrátit nedokázal.

## Výsledky
| Turnaj             | 1990 | 1991 | 1992 | 1993 | 1994 | 1995 | 1996 | 1997 | 1998 | 1999 | 2000 |
| ------------------ | ---- | ---- | ---- | ---- | ---- | ---- | ---- | ---- | ---- | ---- | ---- |
| Olympijské hry     | -    | -    | dns  | -    | -    | -    | úč.  | -    | -    | -    | úč.  |
| Mistrovství světa  | -    | dns  | -    | úč.  | -    | 3.   | -    | 3.   | -    | 7.   | -    |
| Mistrovství Evropy | dns  | dns  | dns  | dns  | 3.   | 1.   | 3.   | 3.   | dns  | úč.  | dns  |
| MS juniorů         | 3.   | -    | 1.   | -    | -    | -    | -    | -    | -    | -    | -    |
| ME juniorů         | ?    | 3.   | ?    | -    | -    | -    | -    | -    | -    | -    | -    |